# Уильямс-Де Брюйн, София
София Тереза Уильямс-де Брюйн (род. 1938, Гебеха, Восточно-Капская провинция) — южноафриканская активистка борьбы против апартеида. Она была первой обладательницей Женской премии за выдающиеся заслуги перед государством. Последний живой лидер Марша женщин.

## Ранние годы
София Тереза Уильямс-Де Брюйн родилась в Виллиджборде, районе, который был домом для людей самых разных национальностей. Она была ребёнком Фрэнсис Элизабет и Генри Эрнеста Уильямса. С её слов, сострадание её матери к другим помогло ей развить чувство сопереживания.
Когда её отец ушёл в армию для участия во Второй мировой войне, мать Софии перевезла семью в новый жилой комплекс, специально построенный для цветных, под названием Шаудер. София Тереза продолжила своё образование в католической школе Сент-Джеймс, далее бросила школу и начала работать в текстильной промышленности. Рабочие текстильной фабрики Van Lane попросили её помочь «решить их проблемы с фабричными боссами», и в конце концов она стала профсоюзным организатором. Позже она стала исполнительным членом Союза текстильных рабочих в Порт-Элизабет.

## Политическая карьера

Мемориальная доска, часть Наследия Йоханнесбурга

Уильямс-Де Брюйн была одной из основательниц Южноафриканского конгресса профсоюзов (SACTU). После того, как правительство приняло Закон о регистрации населения в 1950-х годах, она была назначена штатным организатором Конгресса цветных людей в Йоханнесбурге.
9 августа 1956 года она вместе с Лилиан Нгойи, Рахимой Муса, Хелен Джозеф, Альбертиной Сисулу и Бертой Гксовой возглавила марш 20 000 женщин к Союзным зданиям Претории в знак протеста против требования, чтобы женщины носили пропускные книжки согласно сегрегационному закону о пропусках. Софии было всего 18 лет, что делало её самой молодой из четырёх лидеров. Женщины смогли обойти охранников у дверей, чтобы доставить свои петиции к дверям министров. После принятия Закона о цветном населении Конгресс цветных людей поручил Уильямс-Де Брюйн работать с Суламифь Мюллер над вопросами, касающимися законов о пропусках.
В 1959 году она вышла замуж за Генри Бенни Нато Де Брюйна, и у них родилось трое детей. Её муж также был активистом освободительного движения и солдатом Умконто ве сизве. Их дом стал убежищем для других активистов против апартеида, таких как Раймонд Мхлаба, Элиас Мотсоаледи и Уилтон Мкваи.
К 1963 году её муж был вынужден эмигрировать в замбийскую Лусаку, где был назначен председателем регионального политического комитета АНК. Она присоединилась к нему шесть лет спустя, продолжила учёбу и получила диплом учителя к 1977 году, все это время работая администратором АНК в Лусаке. София была одной из основательниц совета по образованию АНК, сформированного в 1980 году. Совет установил учебную программу для Колледжа свободы Соломона Махлангу. Колледж был основан в 1978 году Африканским национальным конгрессом в изгнании (АНК) в Мазимбу, Танзания.
Она вернулась в Южную Африку со своим мужем после того, как запрет на АНК был снят. Её муж служил послом Южной Африки в Иордании, пока не умер в 1999 году. Она была членом Комиссии по гендерному равенству, прежде чем присоединиться к Законодательному собранию Гаутенга в 2004 году и была заместителем спикера с 2005 по 2009 год, прежде чем перейти в национальный парламент.

## Наследие
София обратилась к толпе на праздновании 60-летия Женского марша 1956 года в Претории 9 августа 2016 года.
В 1999 году Уильямс-Де Брюйн была награждена серебряной премией Иды Мнтвана. В 2001 году она первой была награждена Женской премией за выдающиеся заслуги перед государством и в том же году получила Премию Махатмы Ганди.